# Three World Trade Center
Three World Trade Center of 3 WTC, ook bekend als 175 Greenwich Street, is een wolkenkrabber in New York.
Het gebouw maakt deel uit van het nieuwe World Trade Center, het gebouwencomplex in aanbouw. Het is een van de gebouwen die gebouwd worden ter vervanging van de gebouwen die als gevolg van de aanslagen op 11 september 2001 zijn verwoest of gesloopt. Het gebouw heeft een hoogte van 329 m en 80 verdiepingen. Op 6 oktober 2016 bereikte de wolkenkrabber zijn hoogste punt. Het gebouw werd geopend op in 11 juni 2018.

## Oude gebouw

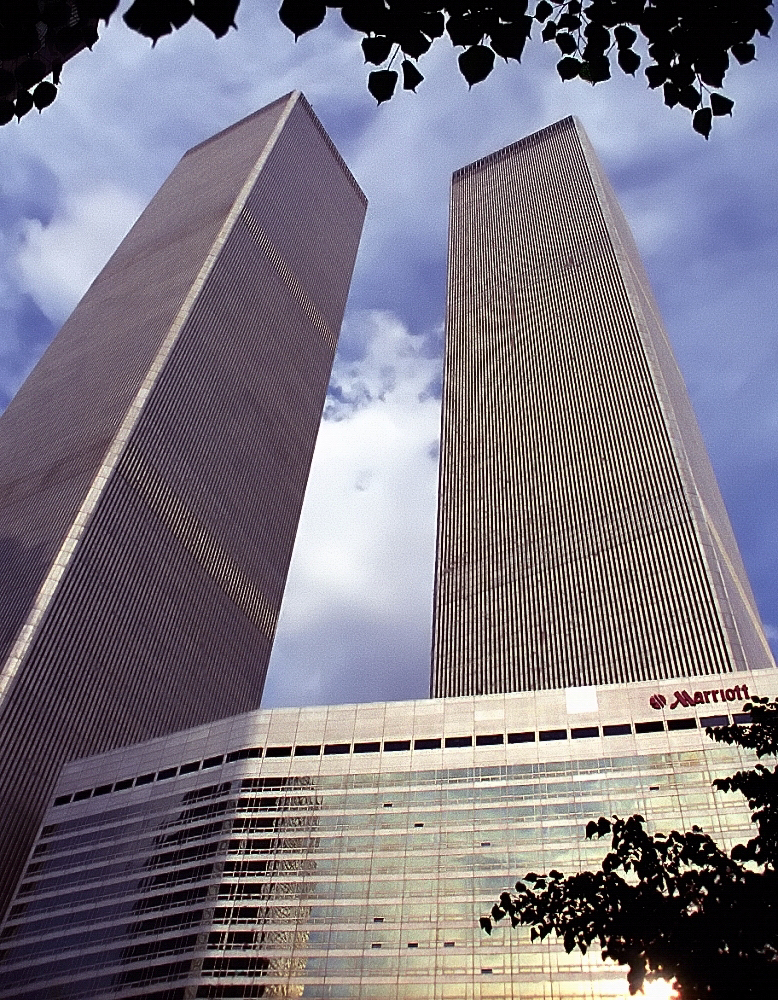
Het Marriott Hotel aan de voet van de Twin Towers op 15 mei 2001.

Voor de aanslagen op 11 september 2001 stond het Marriott World Trade Center (WTC 3) op de plaats waar nu Three World Trade Center staat. Het hotel werd omringd door WTC 1 (North Tower) in het noorden, WTC 2 (South Tower) in het oosten, Liberty Street in het zuiden en West Street in het westen. De architecten Skidmore, Owings & Merrill ontwierpen dit gebouw als hotel met 825 kamers in 1978–79. De bouw was voltooid in 1981 en opende in juli dat jaar als het Vista Hotel, eigendom van Hilton International. In 1995 werd het pand verkocht aan Marriott Hotels, dat het tot 11 september 2001 zou gebruiken.